# 大塚耕平
大塚 耕平（おおつか こうへい、1959年10月5日 - ）は、日本の政治家、経済学者。藤田医科大学特命教授。
参議院議員（4期）、内閣府副大臣（鳩山由紀夫内閣・菅直人内閣）、厚生労働副大臣（菅直人第2次改造内閣）、参議院北朝鮮による拉致問題等に関する特別委員長、参議院国家基本政策委員長、民主党政策調査会長代理、民主党参議院政審会長、民進党参議院政策審議会長、民進党代表（第4代）、旧国民民主党共同代表、同党代表代行・参議院議員会長、国民民主党代表代行兼政務調査会長を歴任した。

## 来歴

### 生い立ち
名古屋市生まれ（父は一宮市木曽川町出身、母は新潟県燕市又新出身）。名古屋市立田代小学校、名古屋市立城山中学校を経て、愛知県立旭丘高等学校に進学。高校時代はバレーボール部のキャプテンを務めた。卒業後は1年間の浪人を経て、早稲田大学政治経済学部経済学科に入学。同大学卒業後の1983年4月、日本銀行入行。窓口指導・市場調節・金融機関指導を行っていた旧営業局（その後は、金融市場局、金融機構局、決済機構局に改組）に長く在籍した。在職中の2000年に早大大学院社会科学研究科博士課程を修了し、博士号を取得した（マクロ経済学・公共政策論などを専門としている）。

### 参議院議員へ
2000年11月、知人を通じて、翌年の参議院議員選挙の候補者を探していた民主党愛知県連から勧誘を受ける。決断する前に勧誘を受けたことが新聞に載ってしまい、同年暮れに日本銀行を退職することとなる。大塚が選ばれたことについては、保守新党代表の熊谷弘が後ろで糸を引いていたとも言われている。最後の役職は政策委員会室調査役であった。
2001年7月29日、第19回参議院議員通常選挙に愛知県選挙区から民主党公認で立候補し、初当選。2007年、再選。2009年9月16日、鳩山由紀夫内閣において内閣府副大臣に就任。2011年1月18日、菅直人第2次改造内閣における内閣改造人事で厚生労働副大臣（医療、介護、年金、福祉を担当）に就任。2013年3月17日、中根康浩衆議院議員が前年の衆院選惨敗の責任をとって、民主党県連代表を辞任。同日、その後任として県連代表に就任。同年7月の参院選で3選。2016年10月18日、民進党次の内閣で財務・金融担当大臣に就任。2017年10月27日、民進党代表の前原誠司が、同月の衆院選で党を分裂させる形で戦う原因をつくったことについて陳謝し、引責辞任を正式に表明。前原の辞任に伴い10月31日に行われた代表選挙に立候補。無投票により第4代民進党代表に選出された。

### 国民民主党結成に参加
2018年5月7日、国民民主党共同代表に就任。9月4日実施の国民民主党代表選挙には出馬せず共同代表を退任し、同11日付で代表代行に就任。2019年7月21日の参院選で4選。2020年9月3日、愛知県庁で記者会見し、立憲民主党と国民民主党が解党して設立する合流新党（新「立憲民主党」）に参加しないと表明した。この時点では玉木雄一郎らの「分党」側に加わるかどうかは明言せず、「今後さまざまな話を聞いて対応を決める」と述べるにとどめた。9月7日、新「国民民主党」に加わる国会議員の募集が締め切られ、大塚が同党に入党を届けたことが明らかとなった。9月15日に新「国民民主党」の設立大会が開かれ、代表代行に就任した。2021年12月より党政調会長兼任。

### 名古屋市長選挙立候補へ

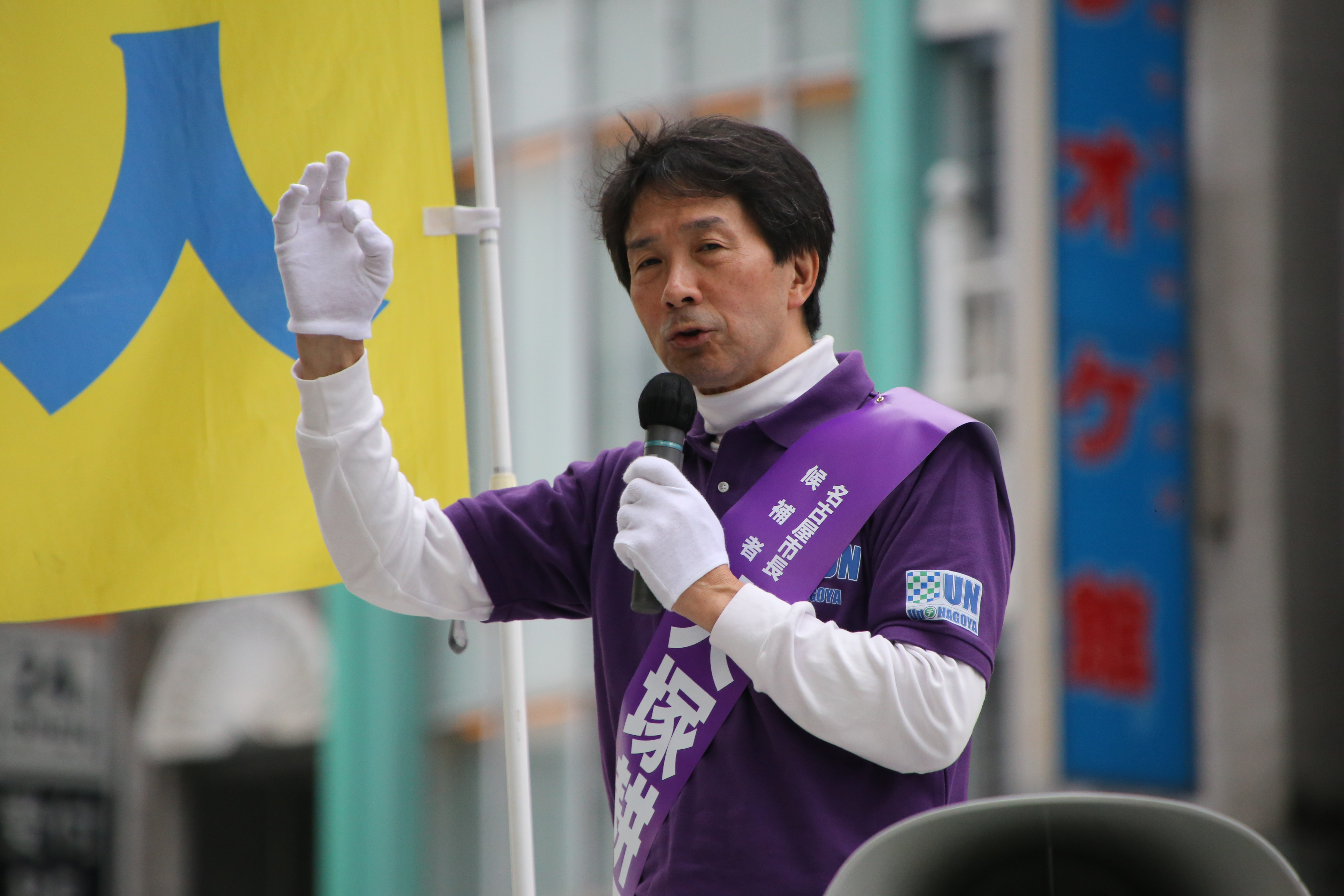
名古屋市長選挙で街頭演説を行う

2023年4月27日、2025年に予定されている第27回参議院議員通常選挙には立候補せず、同年に任期満了を迎える名古屋市長選挙に無所属で立候補する意向を表明した。2024年3月、新年度予算成立後に離党届を提出することを明らかにした。同年3月29日に離党届を提出し、4月30日付で離党した。なお、後述の議員辞職まで「国民民主党・新緑風会」の会派には在籍していた。
その後、河村たかしが2024年10月15日に公示された第50回衆議院議員総選挙に立候補し、公職選挙法の規定で名古屋市長を退職（自動失職）したことで欠員が生じ、当初の予定よりも早く名古屋市長選挙が同年11月10日告示、24日に執行されることとなった。告示に先んじて、大塚は11月5日に参議院に議員辞職願を提出し、尾辻秀久参議院議長により辞職が許可された。選挙戦では自民、公明、立憲民主、国民民主の各党の推薦を受け、河村市政の見直しなどを訴えたが、投開票日の午後8時に、河村の後継者の広沢一郎の当選確実が報じられ、大塚の落選が確実となった。

## 政策・主張

### 憲法
- 憲法改正について、2013年の朝日新聞社のアンケートでも、同年の毎日新聞社のアンケートでも回答しなかった[28][29]。2019年の朝日新聞社のアンケートで「どちらとも言えない」と回答[30]。同年の中日新聞社のアンケートで「現時点では必要ない」「安倍首相の改憲論は理詰めではなく非常に感情的で危ない」と回答[31]。
- 9条改憲について、2013年の毎日新聞社のアンケートで回答しなかった[29]。「憲法9条を改正して、自衛権を明記し、国防軍の保持を規定すべきだ」との問題提起に対し、2013年の朝日新聞社のアンケートで回答しなかった[28]。
- 憲法改正の発議要件を衆参それぞれ「過半数の賛成」に引き下げる96条改正ついて、2013年の毎日新聞社のアンケートで回答しなかった[29]。

### 外交・安全保障
- 「集団的自衛権を行使できるよう、憲法解釈を見直すべきだ」との問題提起に対し、2013年の毎日新聞社のアンケートで回答しなかった[29]。
- 「他国からの攻撃が予想される場合には先制攻撃もためらうべきではない」との問題提起に対し、2013年のアンケートで回答しなかった[28]。2019年のアンケートで「反対」と回答[30]。
- 「北朝鮮に対しては対話よりも圧力を優先すべきだ」との問題提起に対し、2013年のアンケートで回答しなかった[28]。2019年のアンケートで「どちらとも言えない」と回答[30]。
- 普天間基地の移設問題について、2013年の毎日新聞社のアンケートで回答しなかった[29]。
- 日本による過去の植民地支配と侵略を認めて謝罪した「村山談話」の見直し論議について、2013年の毎日新聞社のアンケートで回答しなかった[29]。
- 従軍慰安婦に対する旧日本軍の関与を認めた「河野談話」の見直し論議について、2013年の毎日新聞社のアンケートで回答しなかった[29]。
- 2003年、細野豪志、古川元久、松本剛明、松井孝治、浅尾慶一郎と共に「1000万人移民受け入れ構想」を提唱した[32][33]。

### その他
- 選択的夫婦別姓制度の導入について、2019年のアンケートで「どちらとも言えない」と回答[30]。2015年、超党派野党による選択的夫婦別姓制度導入を盛り込んだ民法改正案の参議院提出の発議者となった[34]。
- 同性婚を可能とする法改正について、2019年のアンケートで「どちらとも言えない」と回答[30]。
- 「治安を守るためにプライバシーや個人の権利が制約されるのは当然だ」との問題提起に対し、2013年のアンケートで回答しなかった[28]。2019年のアンケートで「どちらかと言えば反対」と回答[30]。
- 永住外国人への地方参政権付与について、2013年のアンケートで回答しなかった[28]。
- 首相の靖国神社参拝について、2013年のアンケートで回答しなかった[28]。
- アベノミクスについて、2019年のアンケートで「評価しない」と回答[30]。
- 消費税率を10％より高くすることについて、2019年のアンケートで「どちらかと言えば賛成」と回答[30]。一方、コロナ禍後の2020年から経済対策としての消費税減税を主張している[35]。
- 日本銀行の審議委員を選ぶ国会同意人事について「候補者の考え方やキャリアを検討するプロセスが十分ではない」とし、採決前に事前審査を実施する必要性を訴えている[36]。

## 主な活動

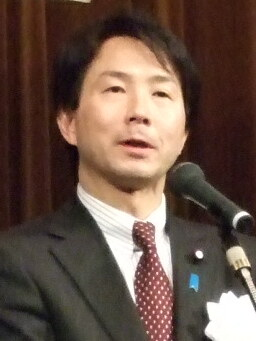
2010年1月、内閣府副大臣時に

- 財政金融委員会において、2001年から2007年まで100回以上の発言を行っている[37]。
- 政調会長代理等を務め、民主党のマニフェスト制作に政策立案の中心人物として関わってきた[38]。
- 2004年、年金財政計算のプログラム公開を実現した。さらに2012年には、社会保障・税一体改革調査会副会長として、新年金制度の検討・試算も担当[39]。
- 2005年4月から中央大学大学院公共政策研究科客員教授、2006年10月から早稲田大学総合研究機構客員教授を務める[2]。
- 2010年、中小企業等金融円滑化法の策定に尽力した[39]。
- 2010年2月、G7（先進7ヶ国財務相・中央銀行総裁会議）に初めて出席する菅直人財務大臣に同行した[40]。
- 内閣府副大臣としては、地域主権改革、規制改革、拉致問題対策なども担当した[2]。
- 2010年9月、民主党の広報委員長に就任[2]。
- 東日本大震災後の厚労省の対策を主導するとともに、福島第一原子力発電所事故後の食品や水道水に対する放射性物質規制も行っている[39][41]。
- 2012年3月11日に、「3.11大震災と厚労省―放射性物質の影響と暫定規制―」（丸善出版）を刊行し、暫定規制導入の経緯などを明らかにしている。
- 2011年、厚労副大臣として社会保障制度改革の原案づくりを担当した[39]。
- 内閣府副大臣時代に提唱した総合特区制度や規制改革分科会の動きに一貫して関与している[39]。
- 消費税増税を巡って懸案のひとつとなっている歳入庁WTの座長を務め、2012年4月16日、与党としての中間報告をとりまとめた[42]。
- 2012年7月、経済財政・社会調査会事務局長、成長戦略・経済政策PT副座長を兼務[2]。
- 「日本再生戦略」（2010年6月「新成長戦略」改定版）の与党側のとりまとめ責任者を務めた[39]。
- 平成25年度当初予算に関する民主党予算編成作業チームの座長を務めた[39]。
- 2012年10月、政策調査会長代理に就任[2]。
- 2013年3月17日、民主党愛知県連代表に就任[43]。
- 2015年、民主党の「金融対策チーム」座長として、金融危機への民主党の対策をとりまとめた[44]。
- 2015年1月の民主党代表選挙では、元幹事長・細野豪志の推薦人に名を連ねた[45]。

## 人物
- 曽根泰教慶應義塾大学大学院教授、田中宏樹同志社大学教授、上村敏之関西学院大学准教授、川﨑一泰東海大学准教授、中里透上智大学准教授等と「政策創見ネット21」という政策提言グループを主宰している[46]。同グループは「小泉改革とは何だったのか」（日本評論社）、「検証格差拡大社会」（日本経済新聞出版社）を出版しており、各1章を大塚が分筆している。
- 財政学会、地方財政学会、公共選択学会、公共政策学会に所属[2]。
- 民主党内では元祖中間派と位置づけられており、民主党事務局長を務めた政治評論家伊藤惇夫の著書「民主党」（新潮社）では「放し飼いグループ」に分類されている。
- 日銀時代には従業員組合の副執行委員長を務めた。
- 地元の覚王山での政治活動をきっかけに日泰寺の歴史に関心を抱き、以後趣味で仏教を研究している。また、2007年頃から仕事の合間に県内各地の写し霊場となっている寺を回っている[47]。
- スキューバダイビングのインストラクター資格を持つ[2]。
- 2003年5月、民主党代表の菅直人と沖縄・石垣島へダイビングに行き、その際に菅が自由党党首の小沢一郎と民由合併に関して電話したことが著書『ジャパン・ライジング』の中で述べられている。
- 家族は、夫人と一男一女[2]。
- 父親は学徒動員の海軍将校として太平洋戦争に従軍し、シンガポール入港直前の駆逐艦の艦上で終戦を迎えた[48]。
- 東海旅客鉄道労働組合（JR東海ユニオン）から推薦を受けており[49]、JR連合の組織内議員で構成される「JR連合国会議員懇談会」の幹事を務める[50]。
- 山本昌と親交が深く、山本は著名人ながら選挙の応援に入っている。

## 著書
- 『ジャパン・ミッシング - 消えた日本、再生のカギを考える』オープンナレッジ社、2008年。
- 『弘法さんかわら版 - 弘法大師の生涯と覚王山』大法輪閣、2008年。
- 『3.11大震災と厚労省 - 放射性物質の影響と暫定規制』丸善、2012年。
- 『「弘法さん かわら版」講座　仏教通史』大法輪閣、2015年。
- 『お遍路さん必携　四国霊場と般若心経』大法輪閣、2017年9月15日。ISBN 978-4804613994。
- 『「賢い愚か者」の未来　政治、経済、歴史、科学、そして人間――「深層」へのアプローチ』早稲田大学出版部、2018年2月。ISBN 978-4657180018。
- 『愛知四国霊場の旅』中日新聞社、2020年9月4日。ISBN 978-4806207689。
- 『穂の国探究　語り継ぎたい東三河の歩み』東愛知新聞社、2024年7月。

### 共編著
- マシュー・アダム・ポジィ・大塚耕平編著『ジャパン・ライジング = JAPAN RISING - G20時代の戦略的思考 : 日米対談』丸善プラネット、2011年。

### 博士論文
- 『公共政策としてのマクロ経済政策 - 財政赤字の発生と制御のメカニズムに関する考察』（博士（学術）、甲種、早稲田大学、2000年→成文堂、2004年）

### 論文・記事
- CiNii>大塚耕平

## 選挙歴
| 当落 | 選挙                     | 執行日         | 年齢 | 選挙区       | 政党         | 得票数     | 得票率 | 定数 | 得票順位 /候補者数 | 政党内比例順位 /政党当選者数 |
| ---- | ------------------------ | -------------- | ---- | ------------ | ------------ | ---------- | ------ | ---- | ------------------ | ---------------------------- |
| 当   | 第19回参議院議員通常選挙 | 2001年07月29日 | 41   | 愛知県選挙区 | 民主党       | 66万96票   | 23.50% | 3    | 2/22               | /                            |
| 当   | 第21回参議院議員通常選挙 | 2007年07月29日 | 47   | 愛知県選挙区 | 民主党       | 88万856票  | 26.42% | 3    | 1/9                | /                            |
| 当   | 第23回参議院議員通常選挙 | 2013年07月21日 | 53   | 愛知県選挙区 | 民主党       | 74万1598票 | 24.85% | 4    | 2/10               | /                            |
| 当   | 第25回参議院議員通常選挙 | 2019年07月21日 | 59   | 愛知県選挙区 | 旧国民民主党 | 50万6817票 | 17.69% | 4    | 2/12               | /                            |
| 落   | 2024年名古屋市長選挙     | 2024年11月24日 | 65   | ーー         | 無所属       | 26万1425票 | 35.6%  | 1    | 2/6                | /                            |